# أسرة سعود بن عبد العزيز آل سعود
هذه المقالة تعنى بعائلة سعود بن عبد العزيز آل سعود وأسرته من زوجات وأبناء، ويقدر عددهم ب 115 من الأبناء والبنات.

## زوجاته
| الزوجة | أبْناؤهُ منها |
| --- | --- |
| الأميرة سلطانة بنت سعد السديري (متوفية) | الأمير فهد الأول (توفي صغيرًا) |
| منيرة بنت سعد ابن الإمام سعود بن فيصل بن تركي بن عبد الله بن محمد بن سعود. (تزوجت قبله بالأمير عبد الله بن عبد الرحمن شقيق الملك عبد العزيز) | الأمير فهد الثاني (بعد أخيه) |
| الأميرة لولوة بنت صالح السبهان من شمر (والدة الملك عبد الله بن عبد العزيز وشقيقاته بالرضاعة) | الأميرة نورة (توفيت في يوم 16 رمضان 1434هـ ) تزوجت من الأمير عبد الله بن محمد بن عبد الرحمن آل سعود وهي الابنة البكر للملك سعود بن عبد العزيز تنتمي للجيل الأول من بنات الملك سعود ممن بدأن مسيرة العمل للمرأة السعودية فكانت أول أميرة تأخذ منصب رئيسة مدرسة وهي مبرة الكريمات في الرياض. ، الأميرة موضي (متزوجة من فيصل بن عبد الله بن عبد الرحمن) ولها 3 أبناء |
| الأميرة نوير بنت عبيد الرشيد (تزوجها بعد وفاة أخيه الأكبر تركي الأول) | الأميرة العنود (توفيت في 1425-2006) (كانت متزوجة من الأمير منصور بن عبد الله بن جلوي آل سعود) ولها ثمانية أبناء |
| مضاوي بنت سليمان العبد الله البسام (مواليد 1917م) حفيدة موضي البسام ( من فخذ الوهبة من قبيلة تميم). تزوجها سعود في شوال 1354 هجريه الموافق للعام 1934م حينما كان ولياً للعهد. | الأمير عبد الرحمن الأول (توفي صغيرًا) |
| جهير بنت عبد العزيز بن عبد الله بن تركي آل سعود | الأميرة حصة (زوجة الأمير سعود بن محمد بن عبد العزيز بن سعود الفيصل آل سعود) (مطلقة). وهي الرابعة من بنات الملك سعود وتعد الأولى من بنات الأسرة العاملات في المملكة العربية السعودية. أنشأت مبرة الكريمات 1951 ميلادية أي معهد الكريمات مع أخواتها نورة وموضي في مدينة الرياض. سميت بالمبرة لعدم السماح بإطلاق اسم مدرسة عليها بسبب الاعتراضات على تعليم المرأة في ذلك الوقت. |
| نورة بنت نهار المنديل العمري الخالدي؛ توفيت يوم الثلاثاء 02 يونيو 2015 الموافق ل 15-8-1436هـ؛ وصلي عليها بعد صلاة عصر الأربعاء 16-8-1436هـ بجامع الإمام تركي بن عبد الله (الجامع الكبير) بالرياض. | الأمير مشعل |
| الجوهرة بنت تركي بن أحمد السديري | الأمير فيصل، عبد الرحمن الثاني (بعد أخيه)، نايف (له من الأبناء فهد بن نايف الذي أعـتـقـت رقبته عن قتله منذر بن سليمان القاضي التميمي العام 2004. تزوج فهد من كريمة الشيخ الصيفي بن محمد الجريس في العام 2006،) أحمد بن سعود (متوفى) وله من الأبناء سعود بن أحمد بن سعود(متزوج)- نايف بن أحمد بن سعود - سلمان بن أحمد بن سعود - الجوهرة بنت أحمد بن سعود ، الأمير ممدوح، وعبد العزيز بن سعود |
| جميلة أسعد إبراهيم مرعي من سوريا (متوفاة) | الأمير خالد متوفى (1940-2020)، الأميرة جواهر (متوفاة 03/10/2001) (تزوجت من الأمير خالد بن ناصر بن عبد العزيز آل سعود (متوفى) ولها فهد)، الأمير عبد المجيد (متوفى) زوجته هي الأميرة موضي بنت محمد بن عبد العزيز آل سعود.، الأميرة فهدة بنت سعود مواليد (15/01/1951) رئيسة الجمعية الفيصلية الخيرية بجدة (زوجة عبد الله محمد آل عبد الله ولها عبد العزيز مواليد 21/12/1981)، الأميرة شيخة، الأمير عبد الملك، والأميرة بسمة. الأميرة مضاوي بنت سعود بن عبد العزيز آل سعود (زوجة عبد الله بن ناشي الشريف) ولها ولد وبنت (متوفاة في مدينة جدة في (16-4-1424) الموافق (18-6-2003) ميلادية).                  |
| فوزة محمد الذيب (متوفاة) عن عمر يناهز 87 عاما (2007) | الأميرة سارة ( زوجة الأمير تركي بن فيصل بن تركي الأول بن عبد العزيز آل سعود)، الأميرة هيا (زوجة الأمير عبد الله بن عبد الرحمن بن أحمد السديري)، الأمير طلال (متزوج من الأميرة البندري بنت عبد الرحمن بن أحمد بن عبد الرحمن السديري)، الأميرة منيرة (زوجة ثامر بن نايف الشعلان (من أمراء قبيلة الرولة بالجوف ولها سلطان، نواف، طلال، جواهر)، والأميرة هيفاء (متوفاة) (كانت زوجة الأمير محمد بن عبد الرحمن بن أحمد بن عبد الرحمن السديري) |
| بدرة صالح إسماعيل عليان متوفاة وصلي عليها الجمعة 10-03-2017 الموافق 11 / 6 / 1438هـ، بعد صلاة العصر في جامع الإمام تركي بن عبد الله في مدينة الرياض. | الأمير نواف (1951-1999). رجل أعمال (متوفى) (كان متزوجا من الأميرة مشاعل بنت طليحان العريعر وله الأمير سعود والجوهرة. الأميرة نوف (متزوجة من الأمير فهد بن سعود الكبير آل سعود ولها 8 أبناء)، الأمير سيف الدين، الأميرة مها (زوجة الدكتور حمد آل الشيخ)، والأمير المنتصر. |
| نورة بنت عبد الله الدامر العجمي | الأمير حسام |
| لولوة بنت بدّاح آل كليب من شيوخ المهاشير من بني خالد (دام زواجهما عاما) | |
| سارة بنت ماضي آل غانم الفهري القحطاني | الأمير يزيد، الأمير عبد الكريم، الأميرة البندري (متوفاة) (زوجة الأمير فهد بن محمد بن تركي)، خلفة منه أربعة 3 متوفين والامير خالد متزوج الأميرة العنود بنت مبارك العنادي والدة الأمير فهد والأميرة البندري (والأميرة لولوة ( زوجة الأمير بدر بن محمد بن عبد الرحمن آل سعود) (مطلقة) وتزوجت من الامير سعود بن مساعد بن عبد العزيز. ولها 3 أبناء من زواجها الأول وابن واحد من زواجها الثاني. |
| نورة أو منيرة بنت زايد بن بن صنيدح الحابوط المطيري. والحابوط من عوائل منفوحة القديمة واشتهرو بالعلم وكان أباها زايد الحابوط فقيها ومن بيت علم وعُيِّنَ عمدةً في حي الملز في عصر الملك سعود. بعد وفاة الملك سعود تزوجت من رجل الأعمال الكويتي شعيل شديد الصنيدح الحابوط المطيري ولها منه ( فالح بن زايد ) وكان وزيرا للأمير مشهور بن سعود. لدى شعيل ابن اسمه حمد من كبار التجار للحديد في الكويت. | الأميرة إيمان (زوجة عبد العزيز آل زيدان الغامدي) ولها 5 أبناء، والأمير سلطان |
| نايلة بنت راشد بن سعيد الحبسي (أم فواز) | الأمير فواز (متوفى) أكبر أبناء الأمير فواز الاميرة دلال متزوجة من الشيخ عبد الله بن مبارك بن محمد العنادي السحيمي القحطاني في 1994م وخلفت منه أربعة أبناء. (تزوجت كريمته فهدة من علي بن محمد أبو قلوب المسردي القحطاني) وله كريمة متزوجة من سعود بن ماجد بن زقيع الغضباني في 16/11/1435هـ ، الأميرة فوزية بنت سعود (متزوجة من فهد بن محمد بن معمر التميمي ولها ستة أبناء) وأيضاً إبنه الأمير سلمان (متوفى 2016) و متزوج من الجوهرة بنت مبارك بن محمد العنادي السحيمي القحطاني. |
| حليمة | الأمير بدر، الأمير سلمان، والأميرة أميرة (طليقة الأمير عبد العزيز بن نواف بن عبد العزيز آل سعود) |
| تركية محمد العبد العزيز ( متوفيه 26 يونيو 2024) تزوجت بعده من الامير عبدالله بن محمد بن جلوي آل سعود، ولها الامير خالد. | الأمير منصور، الأمير عبد الإله، الأميرة جهير (تزوجت من الأمير زوجة الأمير بدر بن عبد المحسن بن عبد العزيز آل سعود) (مطلقة)، الأمير تركي، الأمير مشهور، الأمير الوليد (كان متزوجا من الأميرة ريما بنت طلال بن عبد العزيز آل سعود)، والأميرة دلال (كانت متزوجة من الوليد بن طلال |
| نايلة (أم مقرن) (من أصل بلوشي) توفيت يوم الأربعاء 11 / 12 / 1439هـ وصلي عليها يوم الخميس 12 / 12 / 1439هـ، بعد صلاة العصر في جامع الإمام تركي بن عبد الله في مدينة الرياض. | الأمير مقرن (ولد في عام 1370هـ / 1950 م خريج جامعة الملك سعود كلية الآداب، توفي عام 1403هـ / 1983م). والأمير سيف الإسلام |
| فاطمة العبد الله | الأمير شقران بن سعود (متوفى وله ابنة واحدة)، الأميرة نزهة بنت سعود (توفيت بتاريخ 27/ 8/ 1435هـ) زوجة فهد البراك العطاوي العتيبي ولها من الأبناء النقيب الركن سعود بن فهد البراك العتيبي وبنت وهي رادة البراك العتيبي. الأمير معتز بن سعود (متوفى) (تزوج من الأميرة مشاعل بنت فهد بن فيصل الفرحان آل سعود وكان مديرا لمكتب الحرس الوطني بواشنطن وكان متزوجا من الأميرة لينا بنت عبد الله بن إبراهيم العجاجي الشاعرة المعروفة ب هتان وأبناؤه هم سعود بن معتز، شقران بن معتز، نوف بنت معتز، سارة بنت معتز، عهد بنت معتز، وعذبة بنت معتز).                                                                 |
| سعدية (أم سطام) | الأمير سطام متزوج من الأميرة هيفاء بنت الحمود الفهد الجبر الرشيد، وله (خالد والعنود). الأمير المعتصم (وله من الأبناء عبد العزيز بن المعتصم (متزوج من كريمة الدكتور إبراهيم بن محمد العواجي 2009). ولدى الأمير المعتصم كريمة (تزوجت من الأمير سعود بن محمد بن سعد آل سعود)، والأميرة ريما (خريجة جامعة الملك سعود مطلقة من بندر بن نايف العريعر ولها الأميرة دينا بنت بندر بن نايف العريعر) |
| بركة الرازقي الألمعي من عسير | الأمير محمد، والأمير سعد |
| نايلة (أم مساعد) | الأمير مساعد، والأمير بندر |
| زينب | الأمير ثامر (متوفى)، والأمير عبد المحسن |
| قماشة (توفيت يوم الأربعاء الموافق 1 / 12 / 1441هـ - 22 يوليو 2020م في مدينة الرياض) | الأميرة صيته (متزوجة من الأمير محمد بن سعد بن عبد العزيز ال سعود) (مطلقة)، الأميرة الجوهرة، الأميرة لطيفة (زوجة أحمد عبيد بن احمد القحطاني) (مطلقة) ولها 3 أبناء ولها كريمة متزوجة من الأمير فهد بن عبدالرحمن بن سعود ، الأميرة بزة، والأمير نهار |
| نور محمد عبد الله | الأميرة عبطاء (زوجة د.عبد الرحمن الغنيم (مطلقة) ولها عبد العزيز الغنيم(مواليد 1388 هـ/ 1968 ميلادية) وسعود الغنيم) كانت متزوجة من الأمير تركي بن عبد الله بن جلوي آل سعود)، والأميرة فايزة (زوجة الأمير عبد العزيز بن ناصر بن عبد العزيز آل سعود) |
| فاطمة أحمد سلمان الشهراني | الأمير عبد الله، والأميرة نايفة (زوجة محمد بن ناصر بن معمر) رئيسة مركز العلاقات العامة بالجمعية الفيصلية بجدة |
| قباصة بنت محمد بن عايض الربيع | الأميرة مشاعل (زوجة الأمير عبد الله بن محمد بن جلوي) (مطلقة) لها من البنات الأميرة مضاوي والأميرة عتاب |
| زينب (أم فلوة) | الأميرة فلوة ( كانت زوجة الأمير خالد بن عبد الله بن ثنيان آل سعود ولها منه الأمراء وليد وبندر وهيا وتزوجت بعده الأمير فهد بن أحمد بن عبد الرحمن السديري وأنجبا الأميرة الجوهرة بنت فهد السديري)، الأميرة سلطانة (مطلقة) ( زوجة الأمير محمد بن مشعل بن عبد العزيز آل سعود) (متوفى) ولها الأميرة مشاعل بنت محمد بن مشعل بن عبد العزيز. الأميرة زهوة، الأمير هذلول متزوج من الأميرة مها بنت مبيريك البراك العتيبي (متوفاة في عام 2015) وله الأميرة خلود والأمير خالد والأمير سعود(متوفى عن عمر 16 سنة) والأميرة العنود والأميرة زهوة والأميرة أروى. الأمير عز الدين (متوفى) ولد عام 1963 وتوفي عام 1989م. |
| أمينة محمد ماجد | الأميرة دليّل ( زوجة عبد الرحمن بن محمد بن معمر التميمي)، الأميرة لمياء (كانت متزوجة من إبراهيم بن عبد العزيز الرميح)، والأميرة منى ( توفيت الإثنين 24/ 1 / 1436هـ ) (كانت متزوجة من الأمير فهد بن ناصر بن عبد العزيز آل سعود) |
| مريم (أم ناصر) | الأمير ناصر، الأمير غالب، والأميرة تركية (تزوجت من فيصل بن عبد العزيز بن معمر) مطلقة |
| مريم. (أم شاهة) (متوفاة) في العام 1431 هـ | الأميرة شاهة (زوجة الأمير خالد بن فيصل آل سعود)، الأميرة الجازي ( زوجة الأمير خالد بن طلال بن عبد العزيز آل سعود)، والأمير يوسف له من الأبناء الأمير سعود بن يوسف الأمير محمد بن يوسف الأميرة سارة بنت يوسف الأميرة الجازي بنت يوسف الأميرة الجوهرة بنت يوسف. (تزوجت إحدى كريماته من الأمير سعود بن سيف الإسلام بن سعود بن عبد العزيز آل سعود في العام 1431هـ) |
| بركة | الأمير ماجد |
| شمسة | الأميرة هاجر بنت سعود (توفيت يوم السبت 23 ذو الحجة 1432 هـ. الموافق 19 نوفمبر 2011) عن عمر يناهز (53 عاماً)، خارج السعودية إثر مرض عانت منه (زوجة ناصر أحمد النويبغي)، والأمير الحسن (أصغر الأبناء الذكور ولد باليونان - أثينا عام 1387هـ ) (متوفى) و زوجته هي الأميرة الجوهرة بنت هتيمي المنديل), له من الأبناء طبيبات وهن الأميرة الدكتورة عهد بنت الحسن بن سعود بن عبد العزيز والأميرة الدكتورة نوف بنت الحسن بن سعود بن عبد العزيز والأمير الدكتور سعود بن الحسن بن سعود بن عبد العزيز وهو أيضاً شاعر نبطي. ولدوا في اليونان بعد وصول والدهم هناك بعدة أشهر.                                         |
| نادرة بنت محمد | الأمير حمود، الأميرة نجلاء، الأميرة مهرة، والأميرة هند |
| مريم محمد مراد الشامي | |
| غصون محمد (توفيت السبت 6 جمادى الأولى 1440هـ - 12 يناير 2019م) | الأميرة عالية (مطلقة) ( زوجة ممدوح بن نايف الشعلان) ولها نايف وعبد الله وسعود. الأميرة زينة، والأميرة دينا (متزوجه من الأمير خالد بن فيصل بن سعود عبد الرحمن ولها الأميرة مضاوي بنت خالد بن فيصل بن سعود بن عبد الرحمن. |
| أم كلثوم بنت ماجد بن حمود العبيد الرشيد. والدتها هي لولوة بنت الأمير مهنا الصالح أباالخيل. | |
| الأميرة سارة بنت عائض العبود ابنة الأمير عائض بن شديد العبود القثامي أمير قبيلة القثمة من عتيبة | لم تنجب |
| حنان | الأميرة بنيّة (مواليد 1380 هجرية، 1960 ميلادية) |
| نعيمة بنت عبيد | الأمير مشاري |
| الأميرة فوزه بنت الأمير نواف بن نوري الشعلان | لم تنجب |
| الأميرة حصة بنت حزام بن زريبان المطيري (مطلقة) | |
| الأميرة فرح بنت محمد بن عبد الرحمن آل سعود. (متوفية) وتم الصلاة عليها اليوم الإثنين الموافق 16 / 12 / 1442هـ، بعد صلاة العصر في جامع الإمام تركي بن عبد الله في مدينة الرياض. | الأميرة ابتسام (زوجة خالد بن عبد العزيز بن معمر التميمي (مطلقة) ولها ستة أبناء)، الأميرة نوال (زوجة عبد الله بن عبد العزيز بن معمر التميمي، ولها أربعة أبناء) والأمير مصعب ، وله الأمير فيصل بن مصعب بن سعود |
| الأميرة شيماء بنت عبدالمحسن الفرم الحربي (متوفية) | لم تنجب |

## غير معروفة والدتهم
والدتهم تدعى أم جلوي (متوفاة) وصلي عليها بعد صلاة الجمعة 29 صفر 1437 هـ الموافق 10 ديسمبر 2015 م في جامع الإمام تركي بن عبد الله في مدينة الرياض، ولها من الأبناء:
- الأمير جلوي بن سعود (عضو شرف نادي النصر).[42][43]
- الأمير سيف النصر بن سعود (متوفى يوم الخميس 7 صفر 1426 هـ - 17 مارس 2005 م).[44] متزوج من الأميرة فهدة بنت فيصل الجبر الرشيد وله من الأبناء الأمير سعود بن سيف النصر (مواليد 3 فبراير 1981 في جدة)[45]، الأمير عبد العزيز بن سيف النصر (متزوج من كريمة الأمير نواف بن محمد بن عبد الله بن عبد الرحمن آل سعود وله من الأبناء الأمير سعود)[46]، الأمير مشعل بن سيف النصر (متزوج من الأميرة سما بنت فهد بن سعود الكبير)[47]، الأمير فهد بن سيف النصر (ملازم طيار في القوات الجوية الملكية السعودية[47][48]، متزوج من الأميرة البندري بنت عبد العزيز بن فهد بن سعد الأول بن عبد الرحمن آل سعود وله من الأبناء الأمير فيصل، الأمير عبد العزيز، والأمير أحمد)[49]، الأميرة الجوهرة بنت سيف النصر (متزوجة من الأمير محمد بن عبد الرحمن بن ناصر بن عبد العزيز آل سعود ولها من البنات الأميرة لولوة، والأميرة بسمة)[50]، والأميرة عبير بنت سيف النصر والأميرة نورة بنت سيف النصر.
- الأميرة وطفاء بنت سعود. مطلقة من الأمير عبد الرحمن بن ناصر بن عبد العزيز آل سعود.[51]
- الأميرة عبير بنت سعود. مطلقة من الأمير عبد العزيز بن مقرن بن عبد العزيز آل سعود.

والدتهن تدعى أم جوزاء، ولها من البنات:
- الأميرة جوزاء بنت سعود. متزوجة من الأمير عبد الله بن فهد الفيصل الفرحان آل سعود ولها من الأبناء الأمير منصور.
- الأميرة طرفة بنت سعود. متزوجة من الأمير فيصل بن تركي بن عبد الله بن جلوي آل سعود ولها من الأبناء الأمير سعود . (توفيت في 25 يناير 2021).[52]

## أبناؤه
- الأمير فهد بن سعود بن عبد العزيز آل سعود (توفي في 30 أكتوبر 2006)
- الأمير مساعد بن سعود بن عبد العزيز آل سعود (توفي في 17 سبتمبر 2012)
- الأمير محمد بن سعود بن عبد العزيز آل سعود (توفي في 8 يوليو 2012)
- الأمير عبد الله بن سعود بن عبد العزيز آل سعود (توفي في 10 نوفمبر 1997)
- الأمير سعد بن سعود بن عبد العزيز آل سعود (توفي في 3 فبراير 1977)
- الأمير بدر بن سعود بن عبد العزيز آل سعود (توفي في 21 يوليو 2004)
- الأمير فيصل بن سعود بن عبد العزيز آل سعود (توفي في 8 ديسمبر 2012)
- الأمير بندر بن سعود بن عبد العزيز آل سعود (توفي في 17 مارس 2016)
- الأمير خالد بن سعود بن عبد العزيز آل سعود (توفي في 7 يوليو 2020)
- الأمير ثامر بن سعود بن عبد العزيز آل سعود (توفي في 1967)
- الأمير ماجد بن سعود بن عبد العزيز آل سعود (توفي في 27 يوليو 1969)
- الأمير سلطان بن سعود بن عبد العزيز آل سعود (توفي في 31 ديسمبر 1975)
- الأمير عبد الرحمن بن سعود بن عبد العزيز آل سعود (توفي في 29 يوليو 2004)
- الأمير مشعل بن سعود بن عبد العزيز آل سعود
- الأمير منصور بن سعود بن عبد العزيز آل سعود
- الأمير عبد الإله بن سعود بن عبد العزيز آل سعود (توفي في 29 يناير 2023)
- الأمير عبد المحسن بن سعود بن عبد العزيز آل سعود (متوفى)
- الأمير نايف بن سعود بن عبد العزيز آل سعود
- الأمير عبد المجيد بن سعود بن عبد العزيز آل سعود (توفي في 30 ديسمبر 1991)
- الأمير فواز بن سعود بن عبد العزيز آل سعود (توفي في 2 يوليو 1980)[53]
- الأمير طلال بن سعود بن عبد العزيز آل سعود (توفي في 26 فبراير 2020)
- الأمير مقرن بن سعود بن عبد العزيز آل سعود (توفي في 1983)
- الأمير نواف بن سعود بن عبد العزيز آل سعود (توفي في 1999)
- الأمير تركي بن سعود بن عبد العزيز آل سعود
- الأمير سلمان بن سعود بن عبد العزيز آل سعود
- الأمير أحمد بن سعود بن عبد العزيز آل سعود (توفي في 7 يوليو 2015)
- الأمير ممدوح بن سعود بن عبد العزيز آل سعود (توفي في 20 فبراير 2024)
- الأمير عبد الملك بن سعود بن عبد العزيز آل سعود (توفي في 12 نوفمبر 2005)
- الأمير مشهور بن سعود بن عبد العزيز آل سعود (توفي في 21 نوفمبر 2004)
- الأمير ناصر بن سعود بن عبد العزيز آل سعود (توفي في 27 أكتوبر 1974)
- الأمير سطام بن سعود بن عبد العزيز آل سعود
- الأمير مشاري بن سعود بن عبد العزيز آل سعود
- الأمير حمود بن سعود بن عبد العزيز آل سعود
- الأمير يزيد بن سعود بن عبد العزيز آل سعود (توفي في 10 نوفمبر 2023)
- الأمير هذلول بن سعود بن عبد العزيز آل سعود[54]

- الأمير سيف الإسلام بن سعود بن عبد العزيز آل سعود
- الأمير سيف النصر بن سعود بن عبد العزيز آل سعود (توفي في 17 مارس 2005، عن عمر يناهز التاسع والأربعون عاما).
- الأمير شقران بن سعود بن عبد العزيز آل سعود (توفي في 20 فبراير 1988)
- الأمير عبد العزيز بن سعود بن عبد العزيز آل سعود
- الأمير جلوي بن سعود بن عبد العزيز آل سعود
- الأمير سيف الدين بن سعود بن عبد العزيز آل سعود
- الأمير الوليد بن سعود بن عبد العزيز آل سعود
- الأمير مصعب بن سعود بن عبد العزيز آل سعود
- الأمير غالب بن سعود بن عبد العزيز آل سعود (توفي في 7 أغسطس 1993)
- الأمير نهار بن سعود بن عبد العزيز آل سعود (توفي في 21 ديسمبر 2021)
- الأمير المعتصم بن سعود بن عبد العزيز آل سعود
- الأمير المعتز بن سعود بن عبد العزيز آل سعود (توفي في 2002)
- الأمير عز الدين بن سعود بن عبد العزيز آل سعود (توفي في 1983)
- الأمير يوسف بن سعود بن عبد العزيز آل سعود
- الأمير عبد الكريم بن سعود بن عبد العزيز آل سعود (توفي في 18 سبتمبر 2022)
- الأمير المنتصر بن سعود بن عبد العزيز آل سعود
- الأمير حسام بن سعود بن عبد العزيز آل سعود (أمير منطقة الباحة)[55]
- الأمير الحسن بن سعود بن عبد العزيز آل سعود؛ (أصغر الأبناء الذكور ولد باليونان- ولد في أثينا عام 1387هـ ) ، (متوفى) متزوج من الأميرة الجوهرة بنت هتيمي بن نهار آل منديل الخالدي، وله الأميرة الدكتورة نوف[56] والأميرة الدكتورة عهد[57] الأمير الدكتور سعود (طبيب وشاعر وله قصائد نبطية).[58]

## بناته
- الأميرة نورة بنت سعود بن عبد العزيز آل سعود أكبر بنات الملك سعود (توفيت في 16 رمضان 1434هـ). متزوجة من الأمير عبد الله بن محمد بن عبد الرحمن آل سـعود
- الأميرة العنود بنت سعود بن عبد العزيز آل سعود. توفيت يوم السبت 28/ 12/ 1426هـ، 28 يناير 2006م عن عمر يناهز الثالثة والثمانين عاماً، وصلي عليها يوم الأحد الموافق 29 - 12 - 1426هـ، بمكة المكرمة بعد صلاة الظهر في الحرم المكي.[59] متزوجة من الأمير منصور بن عبد الله بن جلوي آل سعود.
- الأميرة موضي بنت سعود بن عبد العزيز آل سعود. متزوجة من الأمير فيصل بن عبد الله بن عبد الرحمن آل سعود
- الأميرة قماشة بنت سعود بن عبد العزيز آل سعود
- الأميرة حصة بنت سعود بن عبد العزيز آل سعود (توفيت في 14 رمضان 1437هـ الموافق 19 يونيو 2016). مطلقة من الأمير سعود بن محمد بن عبد العزيز بن سعود آل سعود
- الأميرة فلوة بنت سعود بن عبد العزيز آل سعود. مطلقة من الأمير خالد بن عبد الله بن ثنيان بن إبراهيم آل سعود، ومتزوجة من فهد بن أحمد بن عبد الرحمن السديري
- الأميرة جوزاء بنت سعود بن عبد العزيز آل سعود. متزوجة من الأمير عبد الله بن فهد بن فيصل الفرحان آل سعود
- الأميرة جواهر بنت سعود بن عبد العزيز آل سعود (توفيت في 3 أكتوبر 2001). متزوجة من الأمير خالد بن ناصر بن عبد العزيز آل سعود
- الأميرة البندري بنت سعود بن عبد العزيز آل سعود (متوفاة). متزوجة من الأمير فهد بن محمد بن عبد الله بن تركي بن عبد الله آل سعود
- الأميرة مشاعل بنت سعود بن عبد العزيز آل سعود. مطلقة من الأمير عبد الله بن محمد بن عبد الله بن جلوي آل سعود
- الأميرة عبطاء بنت سعود بن عبد العزيز آل سعود. (متوفاة) مطلقة من السكرتير الخاص للملك سعود الدكتور عبد الرحمن بن عبد العزيز بن سليمان الغنيم، مواليد المنطقة الشرقية 1938 - جزيرة دارين،[60] ولها منه ولدين وهم عبد العزيز بن عبد الرحمن الغنيم (مواليد اليونان 1968، تزوج ابنها عبد العزيز الغنيم من ابنة عبد المحسن المحيسن)، وسعود بن عبد الرحمن الغنيم. ثم تزوجت الأميرة عبطاء بنت سعود من الأمير تركي بن عبد الله بن جلوي آل سعود.
- الأميرة صيتة بنت سعود بن عبد العزيز آل سعود.[61] مطلقة من الأمير محمد بن سعد بن عبد العزيز آل سعود
- الأميرة سارة بنت سعود بن عبد العزيز آل سعود. متزوجة من الأمير تركي بن فيصل بن تركي الأول بن عبد العزيز آل سعود
- الأميرة نوف بنت سعود بن عبد العزيز آل سعود. متزوجة من الأمير فهد بن سعود الكبير آل سعود
- الأميرة هيا بنت سعود بن عبد العزيز آل سعود (توفيت في 8 أكتوبر 2008 خارج المملكة عن عمر يناهز 60 عاماً، إثر مرض عانت منه طويلًا وصُلي عليها بعد صلاة عصر الخميس بجامع الإمام تركي بن عبد الله بالرياض).[62] متزوجة من عبد الله بن عبد الرحمن بن أحمد السديري
- الأميرة لولوة بنت سعود بن عبد العزيز آل سعود (متوفاة وصُلي عليها يوم الأربعاء 3 رمضان 1437هـ الموافق 7 يونيو 2016).[63] مطلقة من الأمير بدر بن محمد بن عبد الرحمن بن فيصل آل سـعود، ومتزوجة من الأمير سعود بن مساعد بن عبد العزيز آل سعود
- الأميرة طرفة بنت سعود بن عبد العزيز آل سعود. متزوجة من الأمير فيصل بن تركي بن عبد الله بن جلوي آل سعود (توفيت في 25 يناير 2021، 12 جمادى الآخرة 1442 هـ).[52] وصلي عليها الثلاثاء الموافق 13 / 6 / 1442 هـ في مدينة الرياض.[64]

- الأميرة جهّير بنت سعود بن عبد العزيز آل سعود. توفيت يوم الثلاثاء 05 مارس 2019 الموافق 28/6/1440هـ وصلي عليها يوم الأربعاء 29/6/1440هـ، بعد صلاة العصر في جامع الإمام تركي بن عبد الله في مدينة الرياض.[65] (مطلقة) من الأمير بدر بن عبد المحسن بن عبد العزيز آل سعود

- الأميرة سلطانة بنت سعود بن عبد العزيز آل سعود. متوفية وصلي عليها يوم الاثنين 2 / 1 / 1446هـ، الموافق ل 8 يوليو 2024م بعد صلاة العصر في جامع الإمام تركي بن عبدالله في مدينة الرياض.[66] مطلقة من الأمير محمد بن مشعل بن عبد العزيز آل سعود
- الأميرة لطيفة بنت سعود بن عبد العزيز آل سعود.[67] مطلقة من أحمد بن عبيد بن أحمد القحطاني
- الأميرة فهدة بنت سعود بن عبد العزيز آل سعود (مواليد 15 يناير 1951م). متزوجة من عبد الله بن محمد برجسترم ولها من الأبناء عبد العزيز (مواليد 21 ديسمبر 1981)[68]
- الأميرة مضاوي بنت سعود بن عبد العزيز آل سعود (توفيت في 16 ربيع الثاني 1424هـ الموافق 18 يونيو 2003). متزوجة من عبد الله بن محسن بن ناشي الشريف
- الأميرة شاهة بنت سعود بن عبد العزيز آل سعود.
- الأميرة زهوة بنت سعود بن عبد العزيز آل سعود.[69] (حصلت على شهادة التوجيهي من معهد الكريمات في الناصرية ثم شهادة البكالوريوس والماجستير من جامعة الملك سعود في علم النفس الإكلينيكي، عملت بعدها في مستشفى الملك خالد الجامعي التابع لجامعة الملك سعود كأخصائية نفسية في قسم الأمراض النفسية لمدة تسع سنوات)[70]
- الأميرة الدكتورة الجوهرة بنت سعود بن عبد العزيز آل سعود. أستاذ مساعد في قسم الدراسات الاجتماعية بجامعة الملك سعود.[69]
- الأميرة نايفة بنت سعود بن عبد العزيز آل سعود. متزوجة من محمد بن ناصر بن صالح بن معمر ولها من الأبناء سعود (مواليد 2 مايو 1972)، فيصل (مواليد 5 مايو 1975)، نورة، ونوف[71]
- الأميرة وطفاء بنت سعود بن عبد العزيز آل سعود. مطلقة من الأمير عبد الرحمن بن ناصر بن عبد العزيز آل سعود
- الأميرة شيخة بنت سعود بن عبد العزيز آل سعود
- الأميرة هاجر بنت سعود بن عبد العزيز آل سعود (توفيت في في باريس 23 ذو الحجة 1432هـ الموافق 19 نوفمبر 2011 بعد معاناة مع المرض). كانت متزوجة من ناصر بن أحمد النويبعي ولديها من الأبناء سعود و ناصر.
- الأميرة منيرة بنت سعود بن عبد العزيز آل سعود. متزوجة من ثامر بن نايف الشعلان
- الأميرة فايزة بنت سعود بن عبد العزيز آل سعود.[72] مطلقة من الأمير عبد العزيز بن ناصر بن عبد العزيز آل سعود
- الأميرة بزة بنت سعود بن عبد العزيز آل سعود (توفيت في 9 يوليو 2025م ، الموافق لـ 14 محرم 1447هـ) وتم الصلاة عليها في جامع الإمام تركي بن عبدالله بعد صلاة العصر في الرياض يوم الخميس الموافق لـ (1447/01/15هـ ، 2025/07/10م)
- الأميرة هيفاء بنت سعود بن عبد العزيز آل سعود (توفيت في 6 ذو الحجة 1425هـ).[73] متزوجة من محمد بن عبد الرحمن بن أحمد السديري ولها من البنات نوف[74]
- الأميرة أميرة بنت سعود بن عبد العزيز آل سعود. مطلقة من الأمير عبد العزيز بن نواف بن عبد العزيز آل سعود
- الأميرة دلال بنت سعود بن عبد العزيز آل سعود. توفيت الأحد 5 صفر 1443هـ 12 سبتمبر 2021م،[75] وصلي عليها يوم الاثنين الموافق 6 / 2 / 1443هـ، بعد صلاة العصر في جامع الإمام تركي بن عبد الله في مدينة الرياض. مطلقة من الأمير الوليد بن طلال بن عبد العزيز آل سعود
- الأميرة مُهرة بنت سعود بن عبد العزيز آل سعود.[69] مطلقة ولها من الأبناء الأمير سعود
- الأميرة عالية بنت سعود بن عبد العزيز آل سعود. مطلقة من نايف بن ممدوح الشعلان
- الأميرة دليل بنت سعود بن عبد العزيز آل سعود. متزوجة من عبد الرحمن بن محمد بن معمر. لها من الأبناء: نورة بنت عبد الرحمن، هيا بنت عبد الرحمن، محمد بن عبد الرحمن (متوفى 2012)، ونوف بنت عبد الرحمن.
- الأميرة فوزية بنت سعود بن عبد العزيز آل سعود. متزوجة من فهد بن محمد بن معمر
- الأميرة الجازي بنت سعود بن عبد العزيز آل سعود. متزوجة من الأمير خالد بن طلال بن عبد العزيز آل سعود
- الأميرة نجلاء بنت سعود بن عبد العزيز آل سعود (حصلت على الشهادة التوجيهية من مدرسة الكريمات في الناصرية والبكالوريوس من جامعة الملك سعود وبعدها انتقلت إلى جامعة الملك عبد العزيز في جدة لتحصل على الماجستير تخصص مايكرو بايولوجي، وهي عضو هيئة تدريس في جامعة الملك عبد العزيز بجدة)
- الأميرة دينا بنت سعود بن عبد العزيز آل سعود. متزوجة من الأمير خالد بن فيصل بن سعود بن عبد الرحمن آل سعود ولها من البنات الأميرة مضاوي
- الأميرة منى بنت سعود بن عبد العزيز آل سعود (توفيت في 24 محرم 1436هـ). متزوجة من الأمير فهد بن ناصر بن عبد العزيز آل سعود
- الأميرة مها بنت سعود بن عبد العزيز آل سعود. متزوجة من الدكتور حمد بن محمد آل الشيخ
- الأميرة ريما بنت سعود بن عبد العزيز آل سعود.[61] مطلقة من بندر بن نايف العريعر
- الأميرة هند بنت سعود بن عبد العزيز آل سعود (حصلت على الشهادة التوجيهية من معهد الكريمات في الناصرية ثم على البكالوريوس والماجستير تخصص علم نفس إكلينيكي من جامعة الملك سعود وعملت بعدها في مستشفى الملك خالد الجامعي)
- الأميرة بنية بنت سعود بن عبد العزيز آل سعود
- الأميرة ابتسام بنت سعود بن عبد العزيز آل سعود. مطلقة من خالد بن عبد العزيز بن معمر
- الأميرة لمياء بنت سعود بن عبد العزيز آل سعود.

- الأميرة نوال بنت سعود بن عبد العزيز آل سعود. متزوجة من عبد الله بن عبد العزيز بن معمر
- الأميرة عبير بنت سعود بن عبد العزيز آل سعود. مطلقة من الأمير عبد العزيز بن مقرن بن عبد العزيز آل سعود
- الأميرة إيمان بنت سعود بن عبد العزيز آل سعود. متزوجة من عبد العزيز بن محمد الزيدان الغامدي
- الأميرة تركية بنت سعود بن عبد العزيز آل سعود. مطلقة من فيصل بن عبد العزيز بن معمر
- الأميرة زين بنت سعود بن عبد العزيز آل سعود
- الأميرة بسمة بنت سعود بن عبد العزيز آل سعود. مطلقة من شجاع بن نامي بن شاهين الشريف
- الأميرة نزهة بنت سعود بن عبد العزيز آل سعود (توفيت في 27 شعبان 1435هـ / 26 يونيو 2014).[77] متزوجة من فهد بن براك العطاوي العتيبي. ولها من الأبناء المقدم سعود بن فهد بن براك العطاوي العتيبي.[16] ورادة بنت فهد بن براك العطاوي العتيبي.